# Равенсвауд
Равенсвауд (нід. Ravenswoud) — село в нідерландській провінції Фрисландія. Входить до муніципалітету Остстеллінгверф.
Його площа становить 12,97км², а населення станом на 2021 рік складало 405 осіб.

## Галерея

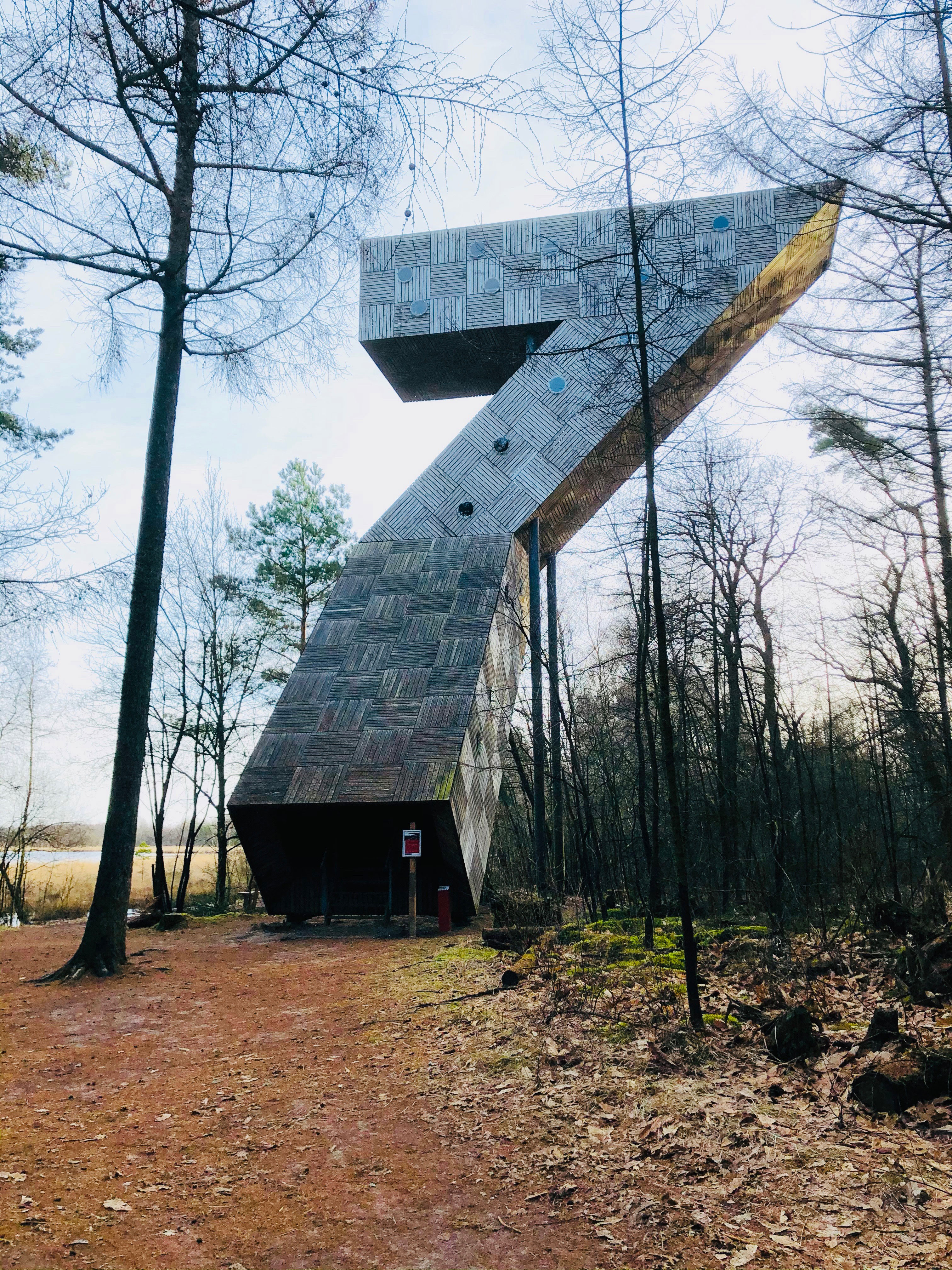
Спостережна вежа "7"
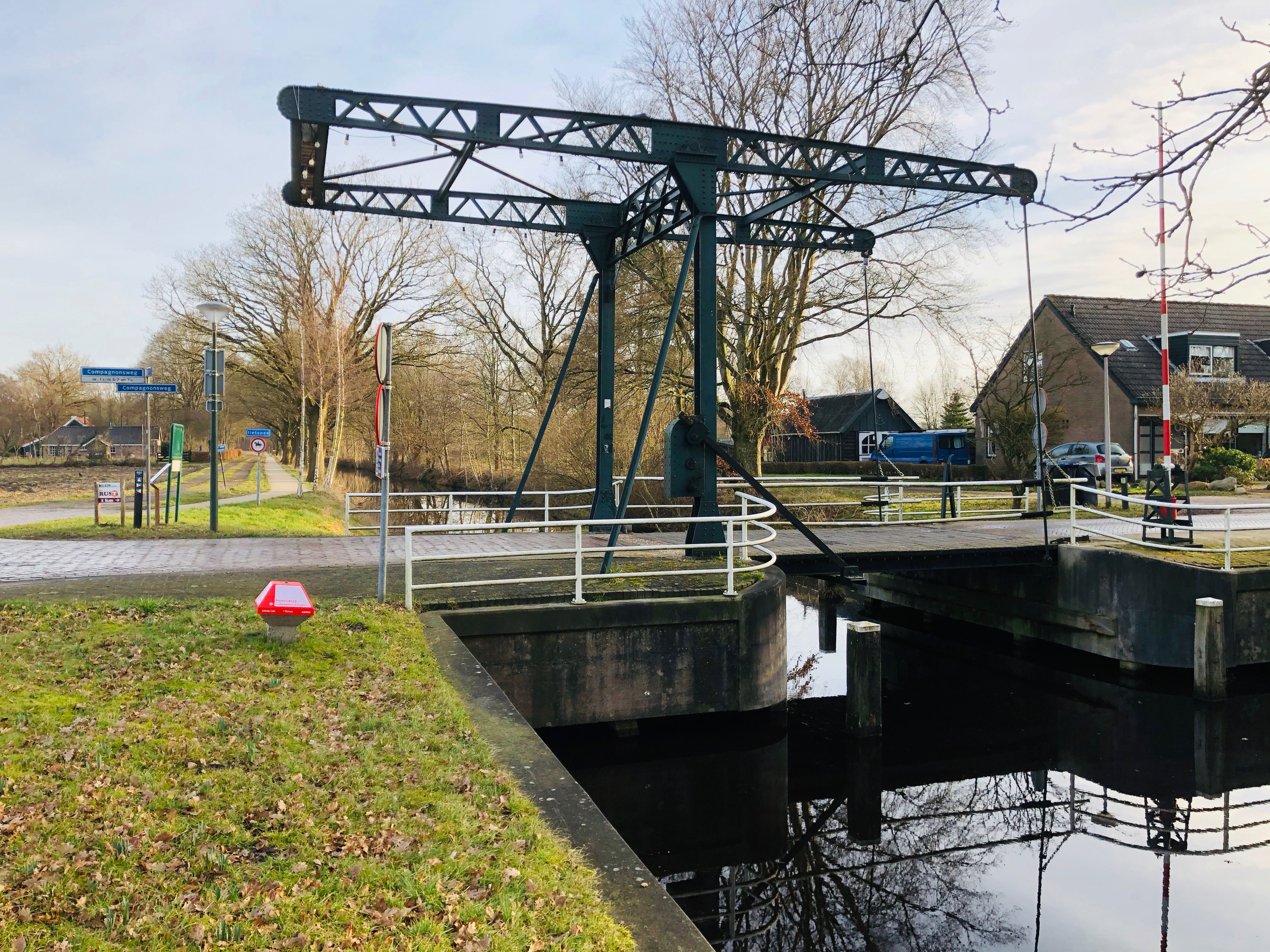
Міст у селі
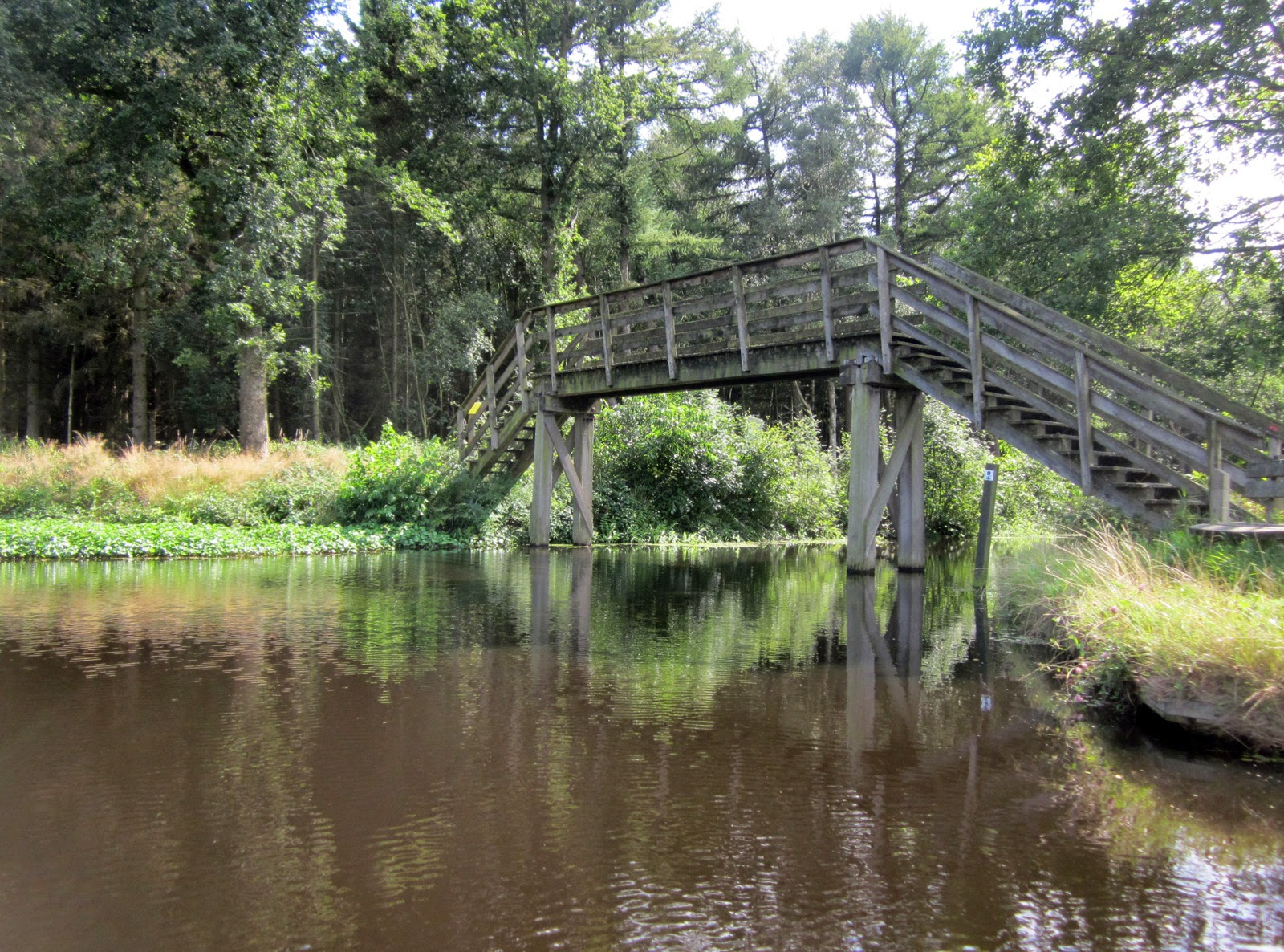
Міст у селі